# Turistická značená trasa 9607
 Turistická značená trasa 9607 je 4,5 km dlouhá okružní místní červeně značená trasa Klubu českých turistů na území města Hranice spojující turistické lokality jihovýchodně od něj.

## Průběh trasy
Turistická trasa má svůj počátek i konec u hranického autokempu. Ve své první polovině vede v souběhu s červeně značenou trasou 0611 z Hranic do Lipníka nad Bečvou. Obě trasy stoupají jihovýchodním směrem lesní pěšinou k vyhlídce U svatého Jana a dále k pozůstatkům hradu Svrčov. K oběma místům jsou zřízeny z trasy 0611 červeně značené odbočky. Za Svrčovem vstupují do krátkého souběhu se zeleně značenou trasou 4825 Hranice - Hrabůvka a poté vedou pěšinou po okraji lesa k Hranické propasti. Od ní klesají k jihozápadu k železniční zastávce v Teplicích nad Bečvou, kde opět vstupují do souběhu s trasou 4825. Společně podcházejí železniční trať Hranice na Moravě – Púchov a silnici I/35 a pokračují severním směrem k mostu přes Bečvu. Od něj vede trasa 9607 již samostatně po chodnících podél silnice I/35 na okraj zástavby Hranic a poté Teplickou a Partyzánskou ulicí zpět k výchozímu bodu.

## Turistické zajímavosti na trase
- Národní přírodní rezervace Hůrka u Hranic
- Naučná stezka Hůrka
- Vyhlídka U svatého Jana
- Hrad Svrčov
- Hranická propast